# 막스 파로
막상스 "막스" 파로(프랑스어: Maxence "Max" Parrot, 1985년 10월 16일~)는 캐나다의 스노보드 선수로 주 종목은 슬로프스타일과 빅에어이다. 2018년 동계 올림픽에서 슬로프스타일 종목 은메달을 획득했으며, 2022년 동계 올림픽에서 슬로프스타일 금메달과 빅에어 동메달을 획득했다.